# Steeve Yago
Steeve Yago (Sarcelles, 1992. december 16. –) Burkina Fasó-i válogatott labdarúgó, a Toulouse játékosa.